# Coniocompsa postmaculata
Coniocompsa postmaculata är en insektsart som beskrevs av C.-k. Yang 1964. Coniocompsa postmaculata ingår i släktet Coniocompsa och familjen vaxsländor. Inga underarter finns listade i Catalogue of Life.